# Жихарев, Степан Петрович
Степа́н Петро́вич Жи́харев (18 [29] февраля 1788 — 31 августа [12 сентября] 1860, Санкт-Петербург) — русский писатель и драматург-переводчик, сенатор и страстный театрал, известный главным образом своими дневниками-письмами («Записки современника»).

## Биография
Точные дата и место рождения писателя неизвестны. Наиболее часто в литературе упоминаются 18 февраля 1788 года, что также следует из его дневников, и село Спешнево-Ивановское Данковского уезда, однако в фонде С. Д. Полторацкого в Отделе рукописей Российской Государственной библиотеки (Ф. 233, карт. 27, №12б) хранятся библиографические заметки о С. П. Жихареве, где указано, что он родился 18 февраля 1789 года в селе Волчки Козловского уезда Тамбовской губернии (записано Полторацким со слов самого С. П. Жихарева).
Из дворян. Имя дано в честь деда Степана Даниловича Жихарева. Родители — секунд-майор Пётр Степанович Жихарев и его жена Александра Гавриловна, урождённая княжна Борятинская.
Воспитывался в частном французском пансионе Л. Ронка. В 1804 году принят полупансионером в университетский Благородный пансион. В декабре 1804 года сдал экзамены и, получив звание студента, стал посещать лекции в Московском университете, курса не окончил. В период учёбы познакомился со многими будущими светилами литературного мира, а А. Ф. Мерзляков привил Жихареву страсть к театру.
В августе 1806 года переехал в Санкт-Петербург и поступил на службу в Коллегию иностранных дел актуариусом и затем переводчиком.
В 1809 году жил в доме князя А. А. Шаховского, с которым (а также Гнедичем, Лобановым и Полозовым) участвовал в переводе «Заиры» Вольтера. Несмотря на всё желание стать писателем, Жихареву это не удавалось; его пьесы, не напечатанные, но ставившиеся на сцене, были крайне слабы. Свою первую трагедию сам он описывал впоследствии как «смесь чуши с галиматьёй, помноженных на ахинею». Не имели успеха и немногочисленные опубликованные стихотворные произведения.
С началом войны 1812 года Жихарев перешёл в канцелярию Комитета министров (к статс-секретарю П. С. Молчанову), а затем, через своего приятеля Марченко, в то время особо близкого к Аракчееву, был принят на службу в канцелярию петербургского главнокомандующего и председателя Комитета министров С. К. Вязмитинова.
«Безвкусие было главным недостатком его в словесности, в обществе, в домашней жизни», — рассказывает Вигель. — «У него был жив ещё отец, человек достаточный, но обремененный долгами, а Жихарев любил погулять, поесть, попить и сам попотчевать. Это заставило его войти в долги и прибегать к разным изворотам, строгою совестливостью не совсем одобряемым». Несмотря на репутацию графомана, Жихарев добился, однако, того, что в литературных кружках начала XIX века его считали своим человеком. Посещал собрания «Беседы любителей русского слова».
В 1815 году Жихарев порвал с «Беседой» и стал членом «Арзамаса» под прозвищем Громобой. Поскольку при вступлении в это общество полагалось произнести надгробную речь об одном из членов «Беседы», то Жихареву — как бывшему члену последней — пришлось произнести надгробное слово себе самому.
Во время поездки Александра I по России и Польше (1816—1817) Жихарев получил назначение в свиту государя и, как сказано в формуляре, «один исправлял все по собственной е. и. в. канцелярии дела». Как состоящий в свите государя, в сентябре 1818 года получил назначение сопровождать его на Аахенский конгресс, однако «по расстроенному здоровью» сопровождать императора не смог, Жихарев уволился от службы и уехал из Петербурга. В 1818 году Жихарев вышел в отставку, женился и поселился в своём имении, где увлёкся конным спортом. В это время родились четверо детей. Деревенская жизнь, очевидно, проходила также в имениях Данковского уезда. В 1823 году вновь вернулся на службу и по ходатайству А. И. Тургенева занял пост московского губернского прокурора (1823—1827).
C 1828 по 1839 гг. Жихарев состоял обер-прокурором московского департамента сената, но потерял это место за взяточничество. По словам В. В. Вересаева, «на руку был очень нечист, вымогал взятки, брал у приятелей деньги взаймы без отдачи», наживался на управлении имениями братьев Тургеневых. «Маска снята с чёрного человека», — писал ещё в 1831 году А. Я. Булгаков. В 1840-е гг. состоял членом Центральной комиссии по испытанию лошадей. В конце жизни возглавлял Театрально-литературный комитет в Петербурге. Похоронен там же на Митрофаниевском кладбище.

Наружность Жихарев имел азиатскую; оливковый цвет лица, чёрные, как смоль, кудрявые волосы, чёрные блистающие глаза, но которые никогда не загорались ни гневом, ни любовью и выражали одно флегматичное спокойствие. Он казался мрачен, угрюм, и не знаю, бывал ли он когда сердит или чрезвычайно весел. Его мог совершенно развеселить один только шумный пир, жирный обед и беспрестанно опоражниваемые бутылки.— Вигель

## Мемуары
Посмертно были изданы жихаревские «Записки современника», делящиеся на две части — «Дневник студента» (1805—1807) и «Дневник чиновника» (1807—1817). Перед читателем развертывается широкая барская жизнь русского общества эпохи Александра I в виде живой и пёстрой панорамы, без обобщений и выводов, но как результат наблюдательности автора. Более всего ценен интимный материал для истории русской литературы и особенно русского театра, а также целая галерея портретов — и екатерининских ветеранов, и людей начала века — в различных сферах общества.
Жихарев особенно дорог театралам, ибо знал всех актёров своего времени; он ярко изображает жизнь сцены и кулис театральной эпохи во время перехода от классицизма к романтизму. В начале XX века, впрочем, отмечалось, что мемуары Жихарева увидели свет лишь в извлечениях и местонахождение остальных рукописей неизвестно.

## Семья
В 1818 году Жихарев взял большое приданое за Федосией Дмитриевной Нечаевой (1795—1850), сестрой синодского обер-прокурора С. Д. Нечаева. Их дети:
- Варвара (1819—08.03.1879)[9], была известна в московском обществе своей красотой, а позже своими похождениями. С 1837 года жена князя Э. П. Мещерского (1808—1844), после его смерти состояла в отношениях с графом Борбон дель Монте[итал.]. Скончалась от бронхита в Сан-Донато близ Флоренции. Её дочь Мария, фрейлина двора, в которую был страстно влюблён будущий Александр III, вышла замуж за П. П. Демидова.
- Александра (1819—1820)
- Платон (1820—1838)
- Александра (1824—1833)

Дальним родственником Степана Жихарева был сенатор Сергей Жихарев (1820—1899).